# Epimelet
Epimelet (altgriechisch ἐπιμελητής epimelētḗs) war im antiken Griechenland ein eingesetzter Stellvertreter, der als Kommissar, Kommandant und Gouverneur, über jeglicher staatlichen Verfassung stehend, eine Herrschaft sichern sollte.
- Olympiodoros führte in Athen zwei Jahre als Epimelet die Regierungsgeschäfte im Sinne Demetrios I. Poliorketes.[2]